# 梅西赫帕夏
梅西赫帕夏（土耳其語：Mesih Paşa），或称米萨克帕夏（—1501年11月），奥斯曼帝国官员，为拜占庭希腊人出身，拜占庭帝国末代皇帝君士坦丁十一世的侄子。他曾出任奥斯曼帝国海军元帅“卡普丹帕夏”，并曾于1499年至1501年出任帝国宰相“大维齐尔”。

## 生平
梅西赫和他哥哥哈斯·穆拉德在君士坦丁堡失陷时被俘虏，并在苏丹穆罕默德二世的保护下作为侍从逐渐长大。梅西赫进宫的时候大概十岁。:122君士坦丁十一世死的时候没有子女，假使奥斯曼没有占领君士坦丁堡的话，梅西赫或哈斯·穆拉德可能会继承皇位。但现实中，梅西赫最终在灭亡了拜占庭帝国的国家中成长为最具權力的强人之一。:115
梅西赫首次出现在历史记载中是1470年，当时他是盖利博卢桑贾克的长官“桑贾克贝伊”。盖利博卢是奥斯曼最重要的海军基地，所以梅西赫还统帅这大量的舰队。他在1463年-1479年间的奥斯曼-威尼斯战争期间，奥斯曼帝国对原属威尼斯的优卑亚岛的征服中表现出了卓越的军事才能。然而，威尼斯档案证明，不久后他主动将盖利博卢和它的舰队交易给了威尼斯，来换取40,000金达克特和成为摩里亚统治者的可能，摩里亚就是希腊南部的伯罗奔尼撒半岛，它一直是巴列奥略王朝治下的一个半自治采邑。
在1476年或1477年初，梅西赫被提拔为中央政府“底万”的第四维齐尔，并于1480年指挥进行了罗德岛包围战。结果在这次战役中战败，也因此他失掉了维齐尔的职务，但仍保住了对盖利博卢的统辖。
随着穆罕默德二世的去世，德夫希尔梅高级军官扶持巴耶济德二世登基。依靠耶尼切里军团的支持，德夫希尔梅的首领，大维齐尔盖迪克·艾哈迈德帕夏权倾朝野，但梅西赫非常注意获取巴耶济德二世的信任。1482年夏，苏丹以涉嫌支持苏丹的弟弟杰姆为由囚禁了盖迪克·艾哈迈德。为此，愤怒的耶尼切里军团闯进了皇宫，而苏丹派梅西赫去与他们谈判。通过承诺仅德夫希尔梅可以出任维齐尔，他成功安抚了愤怒的军人。梅西赫既展示了他的忠诚也设法成为了德夫希尔梅军官小团体的一员，而这个小团体从此主宰了底万。
1482年11月18日，盖迪克·艾哈迈德被处死，但同样出身德夫希尔梅的梅西赫凭借政府内部的支持逃过一劫。不久，在1483年底万原第二维齐尔科贾·达武德帕夏被升为大维齐尔时，梅西赫被提拔为第二维齐尔。不知什么原因，在1485年1月，梅西赫受到了巴耶济德的冷遇，再次失掉了维齐尔的职务，被贬为菲利贝的镇长“苏巴什”。随后他被调到了卡法，卡法是很多官员的流放地，梅西赫成了卡法的一个桑贾克贝伊，可能一直到1489年时他都在那里。下一次他被史籍资料被提到是1489年，当时他是阿克尔曼的桑贾克贝伊。当时正是奥斯曼-波兰战争期间，梅西赫作为阿克尔曼的桑贾克贝伊，阻击了波兰人在摩尔达维亚的一次行动，重新获得了苏丹的青睐。
拜占庭-意大利编年史学家、梅西赫的近亲西奥多·斯潘杜内斯（Theodore Spandounes）写道“他（梅西赫）对于基督徒来说，是一个凶狠的敌人。”梅西赫是一个虔诚的穆斯林，曾于1499年前往麦加朝觐，当时还没有其他的奥斯曼维齐尔或苏丹这样做过。:122作为回报，在另一场奥斯曼-威尼斯战争爆发时，他凭借海军专长和对威尼斯人的了解，再次获得了维齐尔职务，并成为底万的第二维齐尔。
1501年春，梅西赫被任命为大维齐尔，并离开伊斯坦布尔去安纳托利亚镇压沃尔瑟格（Warsak）部落的叛乱，沃尔瑟格部落当时支持卡拉曼侯國的一个名为穆斯塔法的僭位者。梅西赫通过他的外交才能成功说服沃尔瑟格放弃了对穆斯塔法的支持。当他返回伊斯坦布尔时，爆发了佛朗哥-威尼斯对莱斯沃斯的入侵，巴耶济德暴怒，用弓射了梅西赫。不久后，梅西赫在扑灭加拉达的一次火灾时受伤，在1501年11月因医治无效死亡。